# Julius Fürst
Julius Fürst (Żerków, 1805-Leipzig, 1873) fue un orientalista alemán.

## Biografía
Nació en Żerków, una localidad de Posen (actual Polonia), el 12 de mayo de 1805, hijo de padres judíos. Estudió filosofía y filología en Berlín y literatura oriental en Poznan, Breslavia y Halle. En 1857 se le ofreció un puesto de profesor en la Universidad de Leipzig y en 1864 obtuvo una cátedra, que mantuvo hasta su muerte en Leipzig el 9 de febrero de 1873.
Entre sus publicaciones se encontraron títulos como Lehrgebäude der aramäischen Idiome (1835), Librorum sacrorum Veteris Testamenti concordantiae Hebraicae atque Chaldaicae (1837-1840), Hebräisches und chaldäisches Wörterbuch (1851), Kultur und Literalurgeschichte der Juden in Asien (1849). Fue también editor de una Bibliotheca Judaica (Leipzig, 1849-1863), además de autor de otros trabajos de menor importancia. Entre 1840 y 1851 fue editor de Der Orient, una revista consagrada a la lengua, literatura e historia del pueblo judío.